# Anhanguera
L'anhanguera (gen. Anhanguera) è uno pterosauro vissuto nel Cretaceo inferiore (circa 110 milioni di anni fa) in Sudamerica e, forse, in Europa.

## Descrizione
Questo grande rettile volante, dall'apertura alare di circa 5 metri, era dotato di un cranio allungato dotato di due basse carene, una posta sopra la mascella e l'altra posta nella parte inferiore della mandibola. Probabilmente queste strutture gli garantivano una migliore aerodinamicità, o forse venivano usate per fendere l'acqua quando, in modo simile agli attuali becchi a forbice (gen. Rynchops), questo pterosauro cacciava i pesci a pelo d'acqua. La scoperta di questo pterosauro, avvenuta negli anni '80 del secolo scorso, aiutò a comprendere il tipo di locomozione quadrupede che dovevano avere gli pterosauri. 

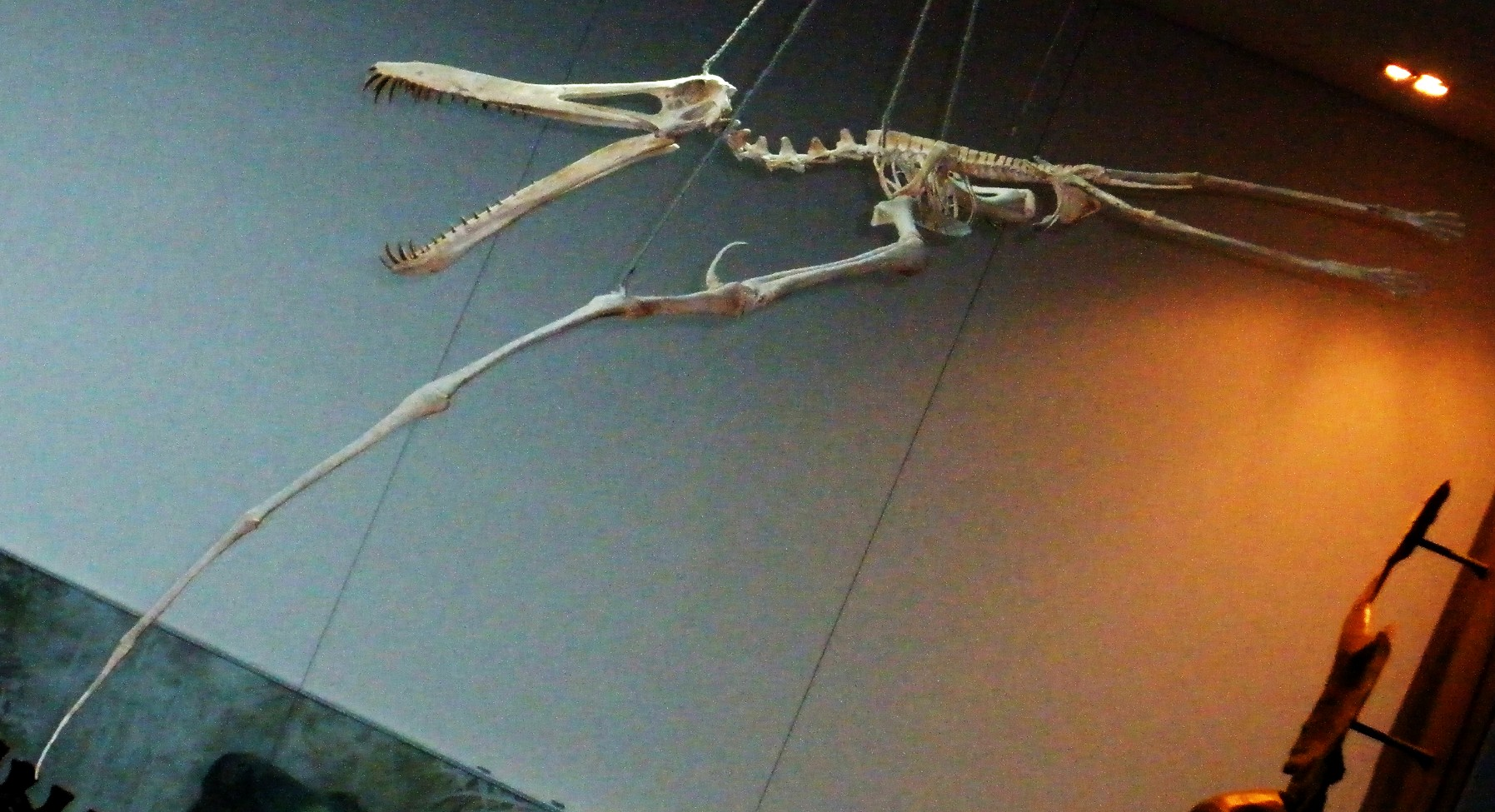
Scheletro di Anhanguera santanae, Senckenberg Museum, Francoforte

## Classificazione
Le sue affinità lo riconducono ad altri giganti dei cieli del Cretaceo, inclusi nella grande famiglia (probabilmente polifiletica) degli ornitocheiridi (Ornithocheiridae). Tra gli animali simili, da ricordare Ludodactylus. Il nome Anhanguera proviene dalla città di Anhanguera in Brasile, nei pressi della quale i fossili sono stati rinvenuti. Come altri pterosauri, ad esempio Tapejara e Tropeognathus, i suoi fossili sono stati rinvenuti nella formazione Santana dell'Araripe. 

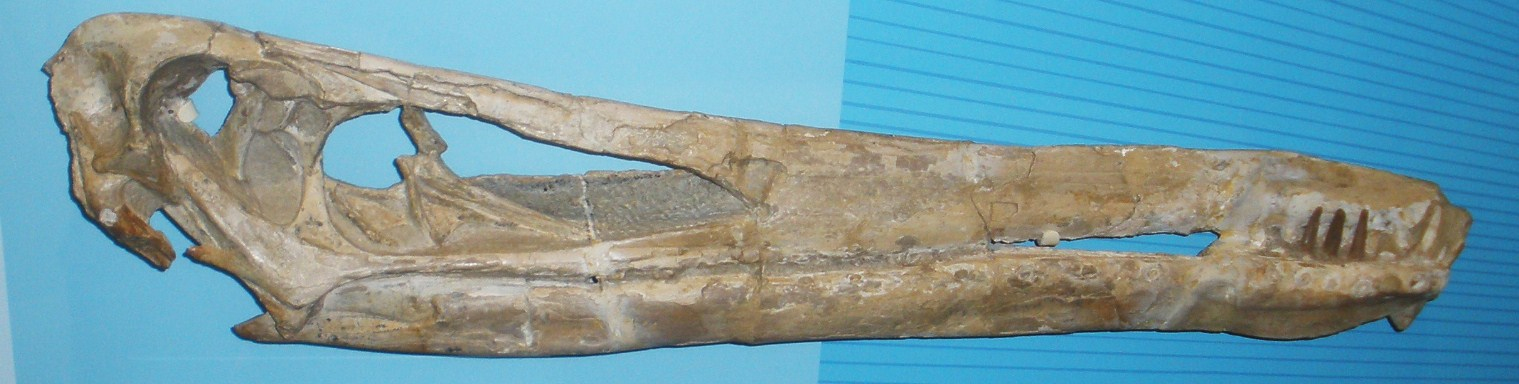
Cranio di Anhanguera santanae, Senckenberg Museum, Francoforte

### Specie
Sono state riconosciute due specie provenienti dal Brasile, relativamente simili tra di loro: Anhanguera blittersdorfi, la specie tipo, e A. santanae, leggermente più gracile. Dall'Inghilterra, inoltre, provengono i frammenti cranici di altre due specie, A. cuvieri e A. fittoni, precedentemente ascritte ai generi Pterodactylus e (poi) a Ornithocheirus, in strati un po' più recenti. In Australia sono noti frammenti di animali simili. Un'altra specie ben conosciuta, A. piscator, è stata ascritta al genere Coloborhynchus.